# Jensen Glacier
Jensen Glacier är en glaciär i Antarktis. Den ligger i Östantarktis. Nya Zeeland gör anspråk på området. Jensen Glacier ligger 2 111 meter över havet.
Terrängen runt Jensen Glacier är huvudsakligen kuperad, men åt sydväst är den bergig. Trakten är obefolkad. Det finns inga samhällen i närheten. 